# AMD Athlon 64 FX

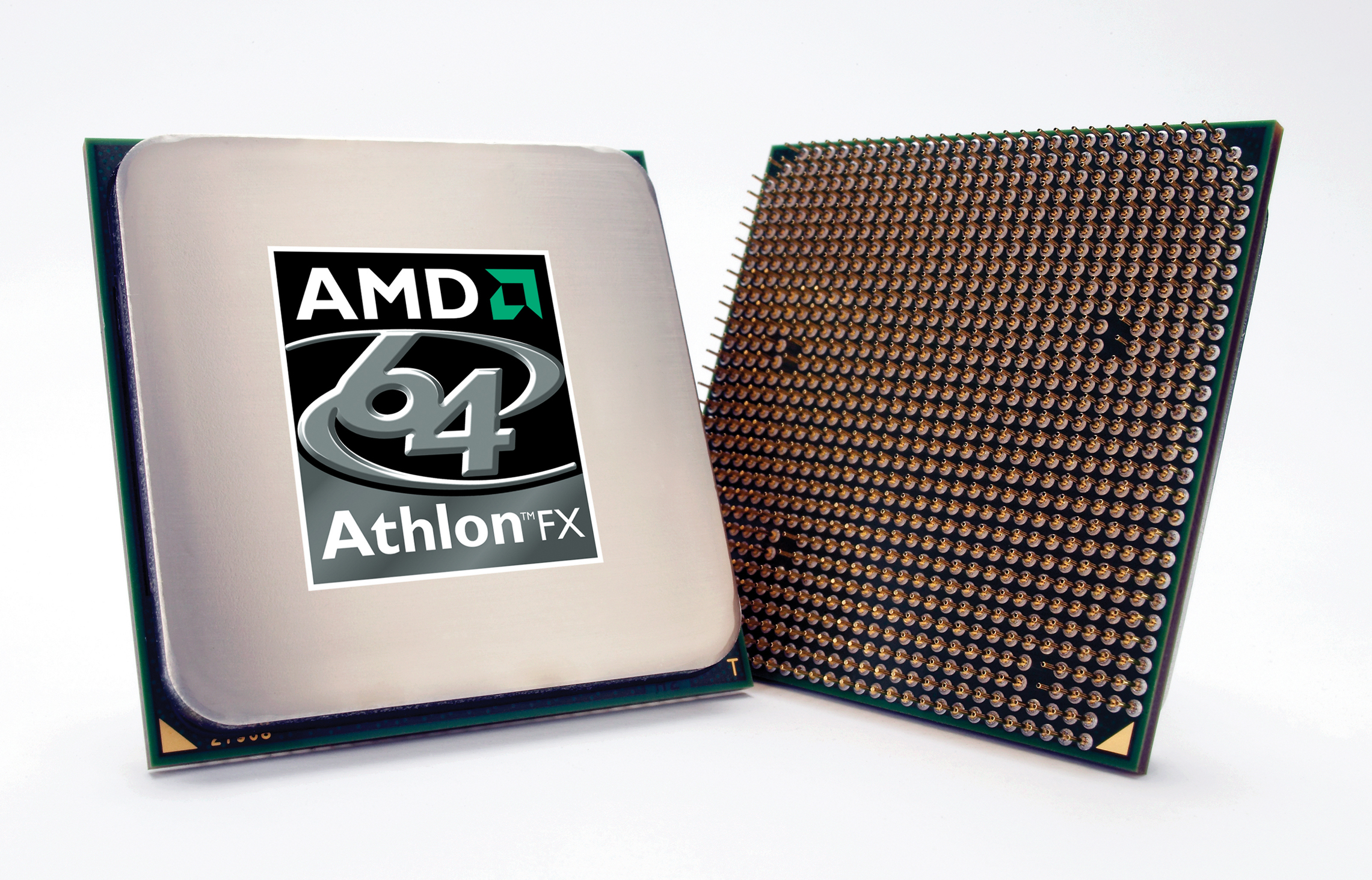

## Presentación
- Se trata del primer procesador para PC de 64 bits de su género, que ha sido diseñado específicamente para proporcionar juegos.
- La tecnología AMD64 funciona con el actual software de 32 bits, así como con el software de 64 bits del futuro.
- Apropiado para los entusiastas, el microprocesador permite a los jugadores descubrir el verdadero potencial de su PC.

## Características y beneficios
- Tecnología AMD64, para ejecutar de forma simultánea la informática de alto rendimiento de 32 y de 64 bits.
- Se ha diseñado una mayor protección contra virus (EVP) para evitar la diseminación de ciertos virus, como MSBlaster y Slammer.
- Controlador de memoria DDR y DDR2 integrado, de 128 bits: dispone de un ancho de banda de memoria de 6,4 Gbit/s, 12,8 Gbit/s.

## Velocidades y denominaciones

### AMD Athlon Fx-64
- Núcleo: C
- Frecuencia: 2400 MHz
- L2 Caché: 1 MiB
- Socket: Socket 940
- Stepping: CG
- Técnica de manufactura (CMOS): 130 nm SOI
- Potencia (W): 89 W
- Bus de sistema: 1600 MHz

### AMD Athlon Fx-53
- Núcleo: Clawhammer
- Frecuencia: 2400 MHz
- L2 Caché: 1 MiB
- Socket: Socket 939
- Stepping: CG
- Técnica de manufactura (CMOS): 130 nm SOI
- Potencia (W): 89 W
- Bus de sistema (MHz): 2000 MHz

### AMD Athlon Fx-55
- Núcleo: Clawhammer
- Frecuencia: 2600 MHz
- L2 Caché: 1 MiB
- Socket: Socket 939
- Stepping: CG
- Técnica de manufactura (CMOS): 130 nm
- Potencia (W): 89 W
- Bus de sistema: 2000 MHz

- Núcleo: San Diego
- Frecuencia: 2600 MHz
- L2 Caché: 1 MiB
- Socket: Socket 939
- Stepping: E4
- Técnica de manufactura (CMOS): 90nm SOI
- Potencia (W): 104 W
- Bus de sistema: 2000 MHz

### AMD Athlon Fx-57
- Núcleo: San Diego
- Frecuencia: 2800 MHz
- L2 Caché: 1 MB
- Socket: Socket 939
- Stepping: E4
- Técnica de manufactura (CMOS): 90 nm SOI
- Potencia (W): 104 W
- Bus de sistema: 2000 MHz

### AMD Athlon Fx-60
- Núcleo: Toledo
- Frecuencia: 2x2600 MHz
- L2 Caché: 2x1 MiB
- Socket: Socket 939
- Stepping: E6
- Técnica de manufactura (CMOS): 90 nm SOI
- Potencia (W): 110 W
- Bus de sistema: 2000 MHz

### AMD Athlon Fx-62
- Núcleo: Windsor
- Frecuencia: 2800 MHz
- L2 Caché: 2x1 MiB
- Socket: Socket AM2
- Stepping: F2
- Técnica de manufactura (CMOS): 90 nm SOI
- Potencia (W): 125 W
- Bus de sistema: 2000 MHz

### AMD Athlon Fx-70
- Núcleo: Windsor
- Frecuencia: 2600 MHz
- L2 Caché: 2x1 MiB
- Socket: Socket F (1207 FX)
- Stepping: F3
- Técnica de manufactura (CMOS): 90 nm SOI
- Potencia (W): 125 W
- Bus de sistema: 2000 MHz

### AMD Athlon Fx-72
- Núcleo: Windsor
- Frecuencia: 2x2800 MHz
- L2 Caché: 2x1 MiB
- Socket: Socket F (1207 FX)
- Stepping: F3mm-.
- Técnica de manufactura (CMOS): 90 nm SOI
- Potencia (W): 125 W
- Bus de sistema: 2000 MHz

### AMD Athlon Fx-74
- Núcleo: Windsor
- Frecuencia: 2x3000 MHz
- L2 Caché: 2x1 MiB
- Socket: F3 (LGA-1207)
- Técnica de manufacturacion(CMOS): 90nm SOI
- Potencia: 125 W

## Características Especiales
A diferencia de su pariente directo (AMD Athlon 64) el AMD Athlon FX en todos sus versiones tiene el multiplicador del procesador totalmente desbloqueado de fábrica, permitiendo aumentar su frecuencia por encima de fábrica sin tener que aumentar el bus de sistema (HT) y por lo tanto sin tener que aumentar la frecuencia a la que la memoria DDR trabaja.
- Datos: Q1756979